# جون رايت (سياسي)
جون رايت (بالإنجليزية: John Wright)‏ هو سياسي أمريكي، ولد في 1 يونيو 1976. حزبياً، نشط في الحزب الديمقراطي. وقد انتخب عضو مجلس نواب ولاية ميسوري (2013 – 2015).